# Ron Stam
Pour les articles homonymes, voir Stam.
Ron Theodorus Stam dit Ronnie Stam, est un ancien joueur de football néerlandais, né le 18 juin 1984 à Bréda. Il évoluait comme défenseur.

## Carrière

### Formation
Ronnie commence sa formation à huit ans au NAC Breda, dans sa ville natale. Il y joue pendant cinq ans, avant d'être repéré par un des trois grands néerlandais, en l'occurrence le Feyenoord Rotterdam et d'y poursuivre sa formation. au vu des bonnes performances qu'il produit avec son nouveau club, il est invité en équipe nationale néerlandaise moins de 14 ans. En mai 2001, Stam est également invité à jouer pour l'équipe néerlandaise des moins de 16 ans, qui participe au championnat d'Europe des moins de 16 ans en Angleterre. Malgré tous ses efforts pour adhérer à la sélection, il est finalement remplacé au poste de latéral droit par Andy Finch.
Finalement en juin 2002, après cinq ans au centre de formation de Feyenoord, Stam décide de retourner au NAC Breda, où les chances de percer sont plus grandes.

### NAC Breda
Au début, il joue seulement pour la réserve et il fait sa première apparition avec l'équipe première le 25 mai 2003 contre AZ Alkmaar, en entrant à la 84e minute en remplacement de Orlando Engelaar.
Lors de sa deuxième saison, Stam joue son premier match européen contre Newcastle United. Breda ayant perdu le match aller sur un couisant 5-0, le retour à la maison devenait complètement indifférent. Stam est dans le onze de départ du NAC Breda, et même s'il a obtenu un carton jaune, il a laissé une bonne impression malgré la défaite sur le score de 0-1.
Malgré une fantastique éthique de travail. Bien, il a du mal à trouver une place dans le onze de départ. Mais à mi-saison 2005-2006, tout a changé pour Stam. L'entraîneur du NAC, Cees Lok, est à la recherche d'un remplacement convenable à l'arrière gauche pour  
Tony Vidmar blessé. Il décide de placer Stam à cette position, ce qui s'est très bien passé.
À l'été 2006, Stam se voit offrir une prolongation de contrat par le NAC Breda. Il signe un contrat d'une durée de 3 ans. À l'été 2008, le FC Twente réussi à signer Stam peu de temps avant la fin du mercato pour une indemnité de transfert de 2,5 millions d'euros.

### FC Twente
Le 13 septembre 2008 Stam fait ses débuts pour le FC Twente dans le match à domicile contre NEC Nimègue. Il commence au poste de latéral droit, le match se termine le score de 1-1. Le 14 décembre 2008 Stam inscrit son premier but pour Twente, en déplacement FC Groningen, le match se solde par une victoire 1-4. 
Le 25 juin 2010, Stam est élu joueur de l'année du FC Twente pour la saison 2009-2010.

### Wigan Athletic
Il a rejoint officiellement Wigan Athletic le 30 juillet 2010 pour une durée de contrat de trois ans. Le prix du transfert est d'environ 2 millions de livres. Stam fait ses débuts dans un match amical contre le Real Saragosse. Il a marqué son premier but pour Wigan contre Bolton Wanderers le 5 janvier 2011. 
Lors de la saison 2012-2013, malgré une victoire finale en FA Cup, il ne peut éviter la relégation de Wigan.

### Standard de Liège
Le 30 juillet 2013, à la suite de la relégation de Wigan Athletic, il signe un contrat de trois ans en faveur du Standard de Liège. Il fait sa première apparition sous le maillot "rouche" lors de la 8e journée à domicile contre le KSC Lokeren.

## Carrière internationale
Stam a reçu sa première convocation pour l'équipe nationale des Pays-Bas en juillet 2010, pour un match amical contre l'Ukraine. Il n'a pu honorer cette sélection en raison d'une blessure.

## Palmarès
- FC Twente
  - Championnat des Pays-Bas
    - Champion : 2010

- Wigan Athletic
  - FA Cup : 
    - Vainqueur : 2013

- Standard de Liège
  - Championnat de Belgique de football
    - Vice-Champion de Belgique : 2014

## Judiciaire
En septembre 2024, Ron Stam est arrêté. Il est soupçonné d’être un élément important d’un réseau de trafic de cocaïne,. En juin 2025, il est condamné à 13 ans de prison pour trafic de cocaïne et blanchiment d’argent.